# Jakob Pollak
Jakob Pollak (geb. um 1460 vermutlich in Bayern; gest. 1541 in Lublin) war ein jüdischer Gelehrter.

## Leben
Jakob Pollak war ein Schüler von Jacob Margolioth von Nürnberg, mit dessen Sohn er 1490 bis 1492 als Rabbiner in Prag, der Hauptstadt des Königreiches Böhmen, tätig war. 1503 ernannte König Alexander von Polen ihn zum Landesrabbiner der Juden in Polen. 1506 folgte er jüdischen Auswanderern nach Krakau, fungierte als Rabbiner in der dort gegründeten jüdischen Gemeinde und organisierte den Aufbau einer Jeschiwa, deren Leitung er übernahm. Er brachte die in Prag gelehrte Methodik genauer Distinktionen und logischer Analysen (hillukim, siehe Pilpul) mit in seinen Krakauer Lehrbetrieb ein. 1530 besuchte er Eretz Israel und nahm nach seiner Rückkehr seinen Wohnsitz in Lublin, wo er 1541 verstarb.